# Сестшень
Сестшень (пол. Siestrzeń) — село в Польщі, у гміні Жаб'я Воля Ґродзиського повіту Мазовецького воєводства.
Населення — 242 особи (2011).
У 1975-1998 роках село належало до Скерневицького воєводства.

## Демографія
Демографічна структура станом на 31 березня 2011 року:
|          | Загалом | Допрацездатний вік | Працездатний вік | Постпрацездатний вік |
| -------- | ------- | ------------------ | ---------------- | -------------------- |
| Чоловіки | 111     | 31                 | 72               | 8                    |
| Жінки    | 131     | 22                 | 76               | 33                   |
| Разом    | 242     | 53                 | 148              | 41                   |